# Acusilas lepidus
Acusilas lepidus là một loài nhện trong họ Araneidae.
Loài này thuộc chi Acusilas. Acusilas lepidus được Tord Tamerlan Teodor Thorell miêu tả năm 1898.